# 764
764 (DCCLXIV) var ett skottår som började en söndag i den julianska kalendern.

## Händelser

### Okänt datum
- Shōtoku efterträder Junnin på Japans tron som kejsarinna.
- Tibetanska trupper ockuperar Kinas dåvarande huvudstad Chang'an i 15 dagar.
- Telets blir ny regent i Bulgarien.
- Maurizio Galbaio blir doge i Republiken Venedig.
- Enligt vissa historiker smälter Svarta havet och isberg flyter förbi Konstantinopel.
- Offa erövrar Kent vartefter Egbert II blir kung.

## Födda
- Li Jiang, kinesisk kansler.

## Avlidna
- Saint Étienne den yngre